# گوناگولا
گوناگولا (به لاتین: Gonagolla) یک منطقهٔ مسکونی در سری‌لانکا است که در استان شرقی (سری‌لانکا) واقع شده‌است.